# Edmund Beckett (4e baronnet)
Edmund Beckett-Denison, 4e baronnet (28 janvier 1787 - 24 mai 1874) est un promoteur ferroviaire et un homme politique.

## Jeunesse

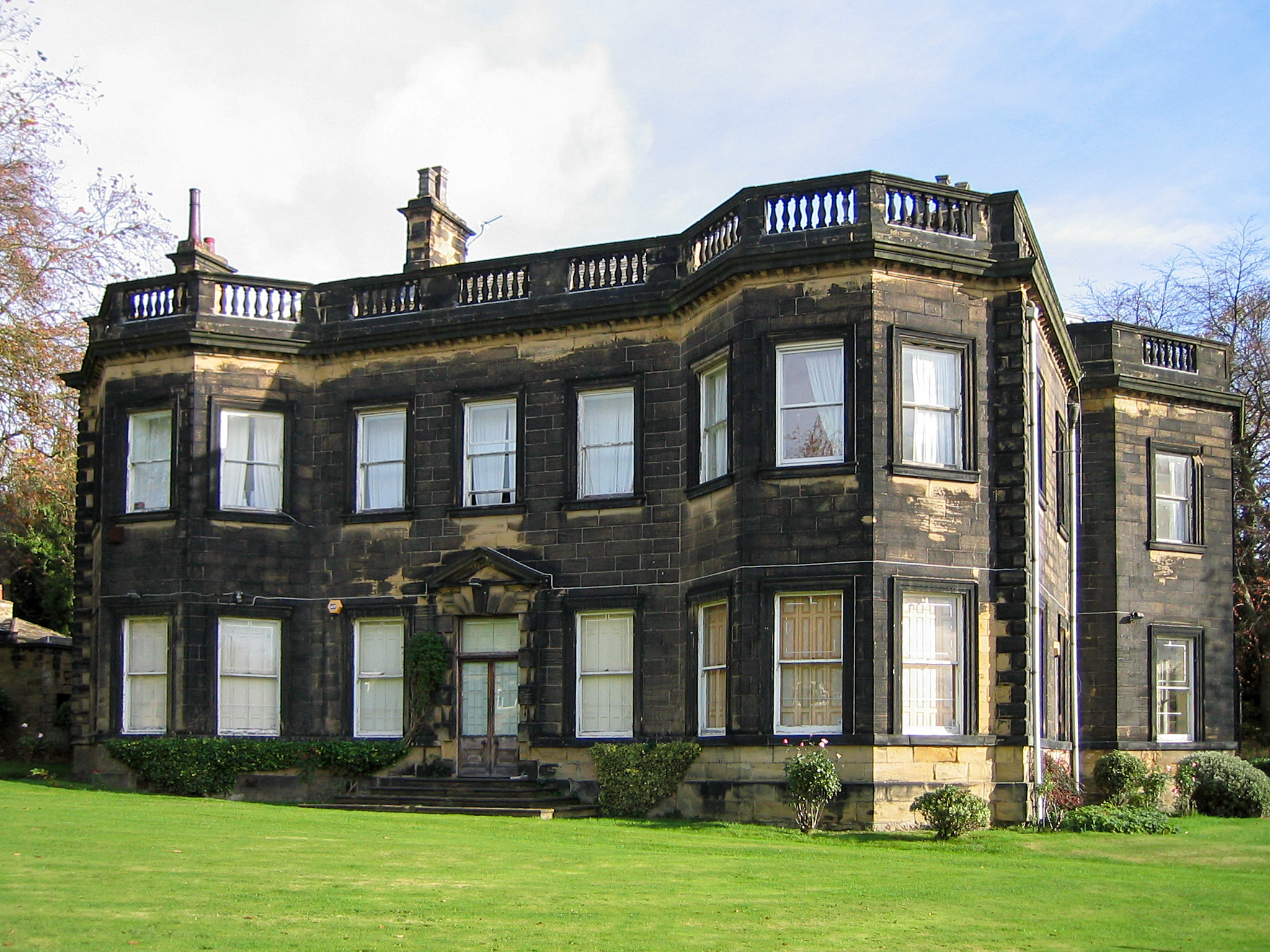
Gledhow Hall

Beckett est né à Gledhow Hall, à Leeds, le 29 janvier 1787. Il est le fils du banquier John Beckett, 1er baronnet (1743–1826), et de sa femme, Mary, dont le père est Christopher Wilson, évêque de Bristol  .

## Carrière
En 1818, Beckett s'installe à Doncaster, devenant son citoyen le plus riche. Sa richesse provenait de sa part dans la banque de la famille Beckett. Il s'investit dans la politique municipale et de comté et, aux élections générales de 1841, est élu député conservateur de la circonscription occidentale du Yorkshire. S'attendant à une réélection sans opposition en 1847, il se retire lorsque les libéraux nomment Richard Cobden, mais est réélu à une élection partielle en 1848 et siège jusqu'en 1859. Il est proche de Robert Peel (il fournit à Peel le cheval qui l'a jeté et l'a mortellement blessé) ; bien qu'il ait voté contre l'abrogation des Corn Laws en 1846, en 1848, il s'oppose à un retour au protectionnisme et, en 1857, se décrit dans Dod comme un libéral.
Beckett est connu pour son rôle dans le développement du chemin de fer. En 1844, il y avait deux chemins de fer au nord de Londres: l'un (plus tard le Midland Railway) contrôlé par George Hudson, et l'autre (plus tard le London and North Western Railway) par Mark Huish. La route directe mais peu peuplée de Londres à York n'est pas desservie. Beckett devient président du Great Northern Railway (GNR), qui propose une ligne directe de Londres à York via Peterborough et Doncaster, avec une boucle pour desservir le Lincolnshire. Férocement combattu par Hudson et Huish, parce qu'il leur enlèverait du trafic, il est contré par le département des chemins de fer de la chambre de commerce, et fait face à une pétition alléguant que sa liste d'abonnés est gonflée. La pétition est rejetée et le projet de loi privé du GNR est approuvé en 1846. À plus de 600 000 £, il s'agit du scrutin parlementaire le plus cher de l'histoire des chemins de fer britanniques.
Peut-être en conséquence, le terminus de la ligne à King's Cross devait être construit "pour moins que le coût de l'arche ornementale à Euston Square", selon l'ingénieur de Beckett. L'ouverture du GNR a vaincu Hudson, mais pas Huish, qui construit une alliance de lignes pour tenter de saper le GNR. Le différend est soumis à l'arbitrage de William Ewart Gladstone, dont les décisions ont principalement favorisé Beckett, en accordant à la GNR contre Huish. Lorsque Beckett se retire en 1864, le GNR constitue l'extrémité sud de la route la plus rapide de Londres au nord-est de l'Angleterre et de l'Écosse .

## Vie privée
Le 14 décembre 1814, Beckett épouse Maria, fille de William Beverley de Beverley; elle est la petite-nièce et l'héritière d'Anne, fille de Roundell Smithson et veuve de Thomas Denison, juge du banc du roi. Ils ont :
- Edmund Beckett (1er baron Grimthorpe) (1816-1905), qui épouse Fanny Catherine (1823-1901), fille de John Lonsdale, 89e évêque de Lichfield [3]
- William Beckett (1826–1890), qui épouse l'hon. Helen Duncombe, fille de William Duncombe (2e baron Feversham).
- Christopher Beckett Denison (en) (1825–1884), décédé célibataire.
- Mary Beckett, qui épouse Charles Wilson Faber et est la mère d'Edmund Faber (en), 1er baron Faber.

Par l'intermédiaire de sa femme, Beckett hérite de William Denison (décédé en 1765). Le 17 novembre 1872, il hérite du titre de baronnet de Beckett. Il prend le nom de famille supplémentaire, Denison, par lettres patentes en 1816, mais reprend son nom de famille d'origine par le même processus en devenant baronnet en 1872 .
Beckett est mort à Doncaster, âgé de 87 ans, le 24 mai 1874, sa femme étant décédée le 27 mars de cette année-là. Un service funèbre a lieu le 29 mai à Christ Church, Doncaster, après quoi il est enterré dans un caveau familial. Il est remplacé comme baronnet par son fils aîné, Edmund Beckett (1er baron Grimthorpe).